# 西野小春
西野 小春（にしの こはる、1996年8月24日 - ）は、日本のグラビアアイドル。茨城県出身。元チャーム所属。

## 概要
妹は同所属の西野花恋。
かつてはいもうとシスターズで関東2期生としてジュニアアイドルとして活動していた。 2014年3月、現事務所に移籍。
2019年3月頃までは所属事務所のタレント一覧に掲載されていたが4月には削除されている。事務所ホームページなどから事務所卒業等の通知はされていない。
芸名が同姓同名で1989年生まれのAV女優とは別人。

## 作品

### DVD
1. たっぷり 西野小春（2011年4月10日、アイマックス）
2. 純真無垢 〜ホワイトレーベル〜 西野小春（2011年6月25日、アイマックス）
3. しまコレ 〜しましまコレクション〜 西野小春（2011年8月10日、アイマックス）
4. Dream Rush! 西野小春15歳（2011年10月28日、Chama）[9]
5. 純真無垢 〜ホワイトレーベル〜 西野小春 Part2（2011年12月10日、アイマックス）
6. 純真無垢 〜ホワイトレーベル〜 西野小春 Part3（2012年4月10日、アイマックス）
7. 小春日和 西野小春（2012年7月25日、アイマックス）
8. 現役女子高生グラビア 西野小春（2012年9月25日、アイマックス）
9. コイビト目線 小春とふたりっきり 目線そらすな、ボクの妹… 西野小春（2012年11月10日、アイマックス）
10. コスプレパンチ 西野小春（2013年1月25日、アイマックス）
11. 桃色パンチ 西野小春（2013年3月25日、アイマックス）
12. いもうと目線 小春とふたりっきり 目線そらすな、ボクの妹… 西野小春（2013年5月10日、アイマックス）
13. SWEET ANSWER・西野小春16歳 (2013年5月31日、大洋図書)
14. コスプレパンチ 西野小春 Part2（2013年6月25日、アイマックス）
15. 桃色パンチ 西野小春 Part2（2013年9月10日、アイマックス）
16. 桃色パンチ 西野小春 Part3（2013年11月25日、アイマックス）
17. いもうと目線 小春とふたりっきり 目線そらすな、ボクの妹… 西野小春 Part2（2013年11月25日、アイマックス）
18. ピュア・スマイル 西野小春（2014年1月24日、竹書房）
19. ニーハイコレクション 〜絶対領域〜 西野小春（2014年2月28日、アイマックス）
20. ニーハイコレクション 〜絶対領域〜 西野小春 Part2 2014年4月25日、アイマックス）
21. いもうと目線 小春とふたりっきり 目線そらすな、ボクの妹… 西野小春 Part3（2014年6月25日、アイマックス）
22. ギュってして 西野小春（2014年7月25日、ウーノ）
23. ギュってして 西野小春 Part2（2014年11月25日、ウーノ）
24. ギュってして 西野小春 Part3（2015年1月25日、ウーノ）
25. 小春に首ったけ（2015年4月25日、ウーノ）
26. あなたに首ったけ（2015年7月25日、ウーノ）
27. 18の夏　西野小春（2015年10月25日、ウーノ）
28. 18の想い出　西野小春 （2016年1月25日、ウーノ）
29. 小春と小夏（2016年4月25日、ウーノ）
30. Cream Girl（2016年7月1日、Cream）
31. もうひとりの小春（2016年8月25日、ウーノ）
32. だって、好きなんだもん（2016年11月25日、ウーノ）
33. オトナになりたい（2017年1月25日、ウーノ）
34. パパとママの居ないあいだに （2017年3月25日、ウーノ）
35. 小春のいけない夏休み（2017年5月25日、ウーノ）
36. 麗しの美じりぃ～な（2017年7月25日、ウーノ）
37. ホントノコハル（2017年9月25日、ウーノ）

### Web出演
- キラリ☆青春研究所[10] (2014年、YouTube)

### 書籍
- 原寸大おっぱい図鑑（2017年8月2日、写真:須崎祐次、一迅社）[11] - Bカップ代表